# Baolia bracteata
Baolia bracteata là loài thực vật có hoa thuộc họ Dền. Loài này được H.W.Kung & G.L.Chu mô tả khoa học đầu tiên năm 1978.